# Matsumoto (Nagano)
Pour les articles homonymes, voir Matsumoto.
La ville de Matsumoto (松本市, Matsumoto-shi) est une ville située dans la préfecture de Nagano, au Japon.

## Géographie

### Démographie
En mars 2019, la population de Matsumoto était de 239 466 habitants répartis sur une densité de 978 277 km2 (densité de population de 297 hab./km2).

### Topographie
La ville est située à une altitude de 592 m.

### Hydrographie
Matsumoto est traversée par plusieurs cours d'eau dont les rivières Metoba, Azusa et Narai.

## Histoire
La ville a été gouvernée pendant les XIVe et XVe siècles par le clan Ogasawara puis perdue au profit du clan Ishikawa au XVIe siècle. Elle a été dotée d'une municipalité le 1er mai 1907.
Dans la nuit du 27 au 28 juin 1994, la secte Aum Shinrikyō, à qui les habitants de la ville s'étaient opposés, commet un attentat au gaz sarin dans la ville, tuant 8 personnes et en intoxiquant 200 autres.

## Politique
Le maire de la Matsumoto, Yoshinao Gaun, a été élu en mars 2020.

## Culture locale et patrimoine
L'endroit le plus connu de la ville est son château (érigé en 1504). Il est surnommé Karasu-jō (« château du corbeau ») en raison de sa couleur noire. On peut aussi trouver en ville de nombreux onsen (stations thermales traditionnelles).
Matsumoto bon bon est un festival connu dans la ville.
Matsumoto permet d'acceder à la gare routière de Kamikochi, point de départ des randonnées vers les sommets du massif du mont Hotaka.
La série manga Vertical de Shin'ichi Ishizuka présente cette activité d'alpinisme et les secours qui y sont liés au départ de la gare routière de Kamikochi.

## Transports
La ville est desservie par les lignes Shinonoi et Ōito de la JR East et la ligne Kamikōchi de l'Alpico Kotsu. La gare de Matsumoto est la principale gare de la ville. Les trains express relient la ville avec Tokyo, Nagoya et Nagano.

## Jumelages
Matsumoto est jumelée avec Takayama, Himeji et Fujisawa au Japon, ainsi qu'à Langfang, Kathmandu, Salt Lake City et Grindelwald en dehors du Japon.

## Symboles municipaux
L'arbre symbole de la ville de Matsumoto est le pin rouge du Japon (le toponyme « Matsumoto » signifie « racine de pin »). La fleur emblème de Matsumoto est la fleur de lotus.

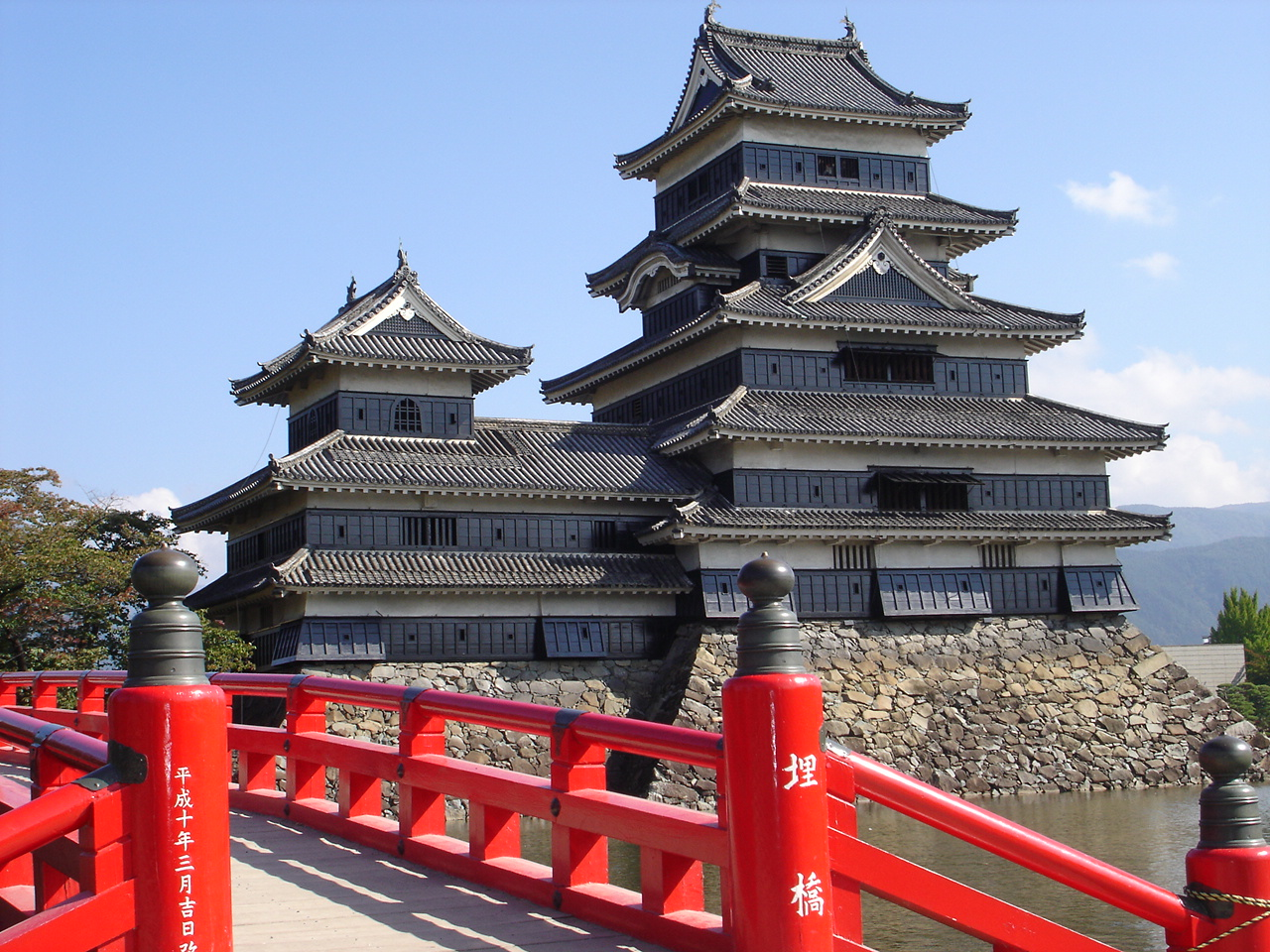
Le château de Matsumoto.
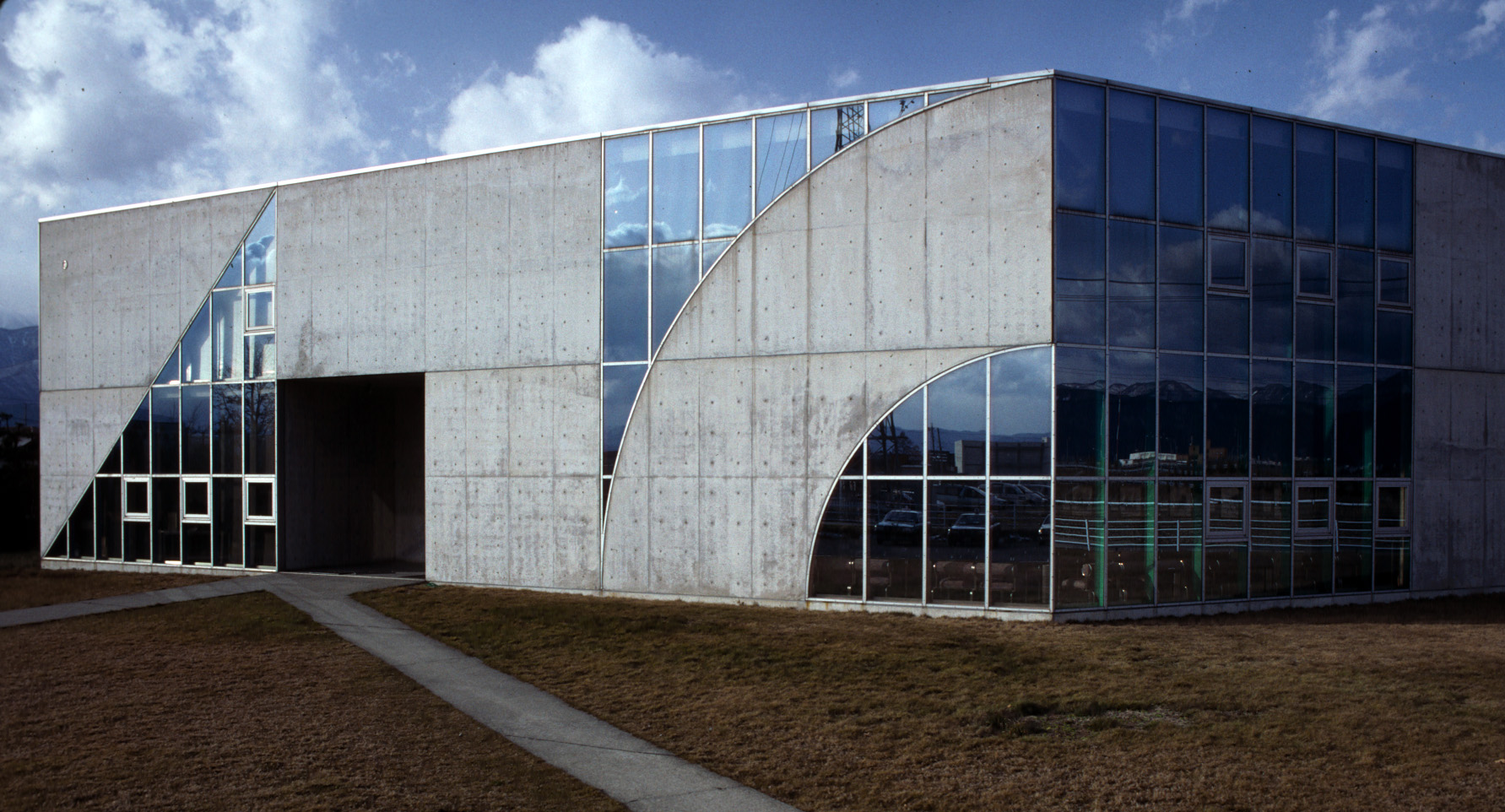
Musée japonais de l'ukiyo-e.
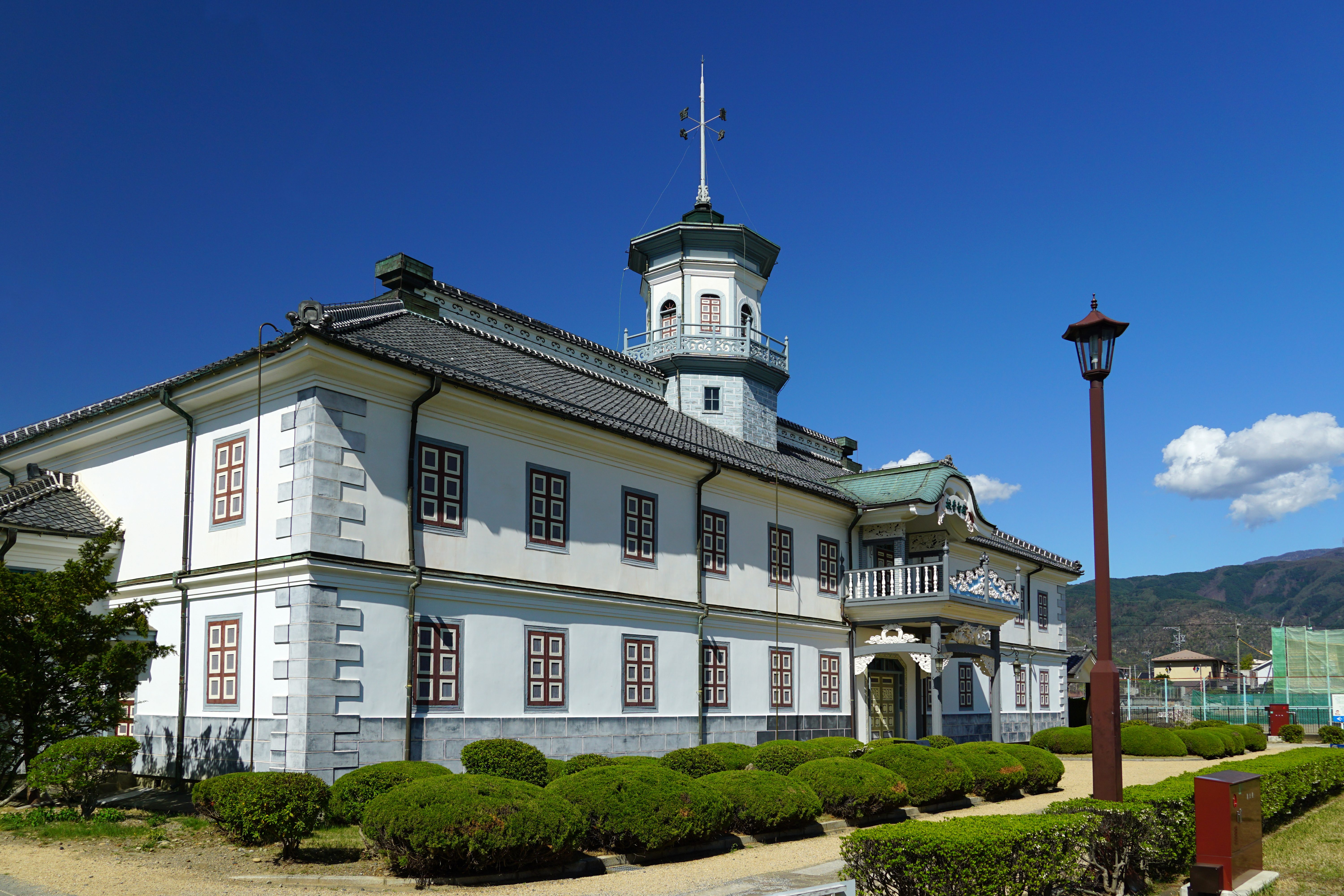
Ancienne école à Matsumoto.